# Napoleon (Indiana)
Pour les articles homonymes, voir Napoléon (homonymie).
Napoleon est une ville des États-Unis située dans le township de Franklin (en), dans le comté de Ripley (État d'Indiana). 
La population de la ville était de 234 habitants au recensement de 2010.